# Rostbauchschwalbe
Die Rostbauchschwalbe (Hirundo nigrorufa) ist eine Vogelart aus der Familie der Schwalben (Hirundinidae).

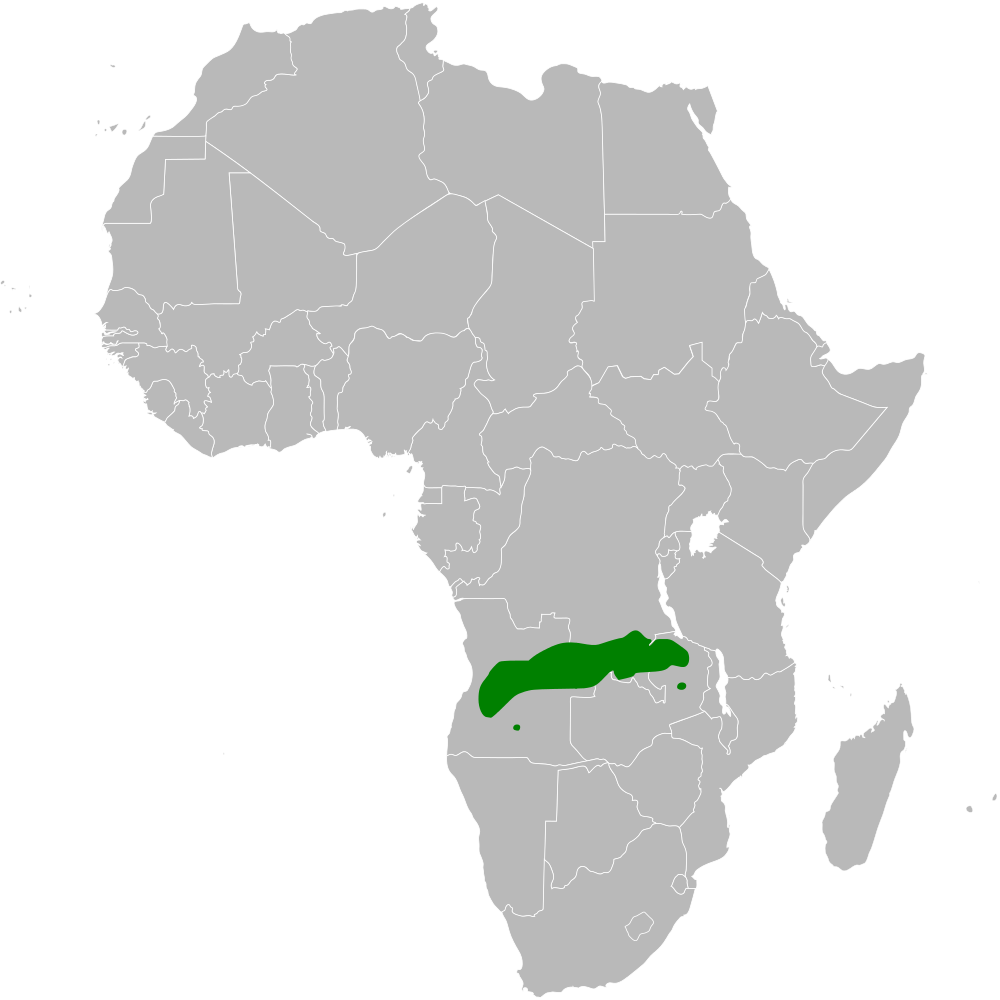
Vorkommen der Rostbauchschwalbe

Der Vogel kommt in Subsahara-Afrika in Angola, in der Demokratischen Republik Kongo und in Nordsambia vor.
Der Lebensraum umfasst Grasland und Savanne, bevorzugt zeitweise überflutete Areale dicht am Wasser, Miombo, auch an Sumpfrändern, Fischteichen und abgebrannten Waldflächen.
Der Artzusatz kommt von lateinisch niger ‚schwarz‘ und lateinisch rufus ‚rot‘.
Dieser Vogel ist ein Standvogel und teilweise ein Zugvogel, die Population aus dem Nordwesten Sambias verlässt ihr Brutgebiet von Ende November bis Anfang März.

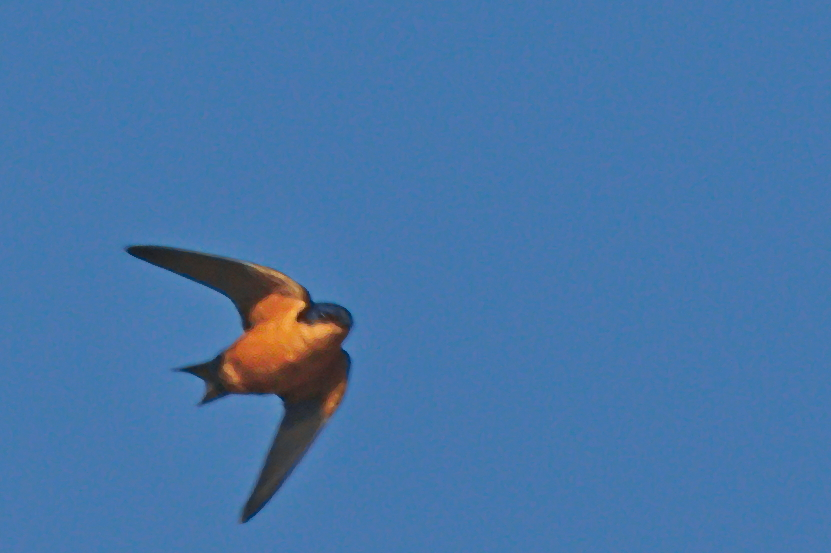
Rostbauchschwalbe im Fluge

## Merkmale
Die Art ist 13–14 cm groß und wiegt 13–16 g, eine charakteristisch gefärbte, relativ kleine Schwalbe. Die Oberseite ist von der Stirn bis zu den Ohrdecken über den Nacken bis zur Oberseite glänzend violett-blau, auch der Bürzel, Flügel und der leicht gespaltene Schwanz sind schwärzlich mit leichtem Glanz, die Steuerfedern sind schwärzlich, weniger glänzend, die äußersten Federn sind etwas länger. Das Areal vor dem Auge ist schwärzlich, Kinn, Kehle und Unterseite einschließlich der Unterflügeldecken mit Ausnahme der Unterschwanzdecken sind rotbraun mit glänzend violett-blauen Flecken seitlich an der Oberbrust und den Unterschwanzdecken. Die Flugfedern sind schwärzlich mit leichtem Purpurglanz. Der Schnabel ist schwarz, die Augen dunkelbraun, die Beine sind schwärzlich bis hornfarben. Das Weibchen ist etwas blasser gefärbt mit kürzerem Schwanz. Jungvögel sind insgesamt blasser, die äußeren Schwanzfedern noch nicht verlängert.
Die Rotkehlschwalbe (Petrochelidon rufigula) hat einen kurzen, rechteckigen Schwanz mit weißen Rändern an den Schwanzfedern, ist an der Unterseite kräftiger rotbraun und am Unterflügel blass.
Die Art ist monotypisch.

## Stimme
Die Rufe werden als schrilles Trillern, auch als durchdringendes „eeek“ beschrieben.

## Lebensweise
Die Nahrung besteht hauptsächlich aus Zweiflüglern und Käfern, die einzeln, paarweise oder in kleinen Gruppen gejagt werden, meist tief in 1–2 m über dem Erdboden fliegend. Der Vogel nutzt Stämme, Büsche und Termitenhügel oder Zäune als Ansitz. Er fliegt schnell mit raschen Flügelschlägen.
Die Brutzeit liegt zwischen Juli und Oktober, es gibt nur eine Jahresbrut. Bei Balzflügen werden die Flügel angehoben. Das Nest hat deutlichen Abstand zu den Nachbarn, der Nestbau dauert etwa 4 Wochen und hängt dicht über dem Wasser. Das Gelege besteht aus seltener 2, eher 3 Eiern.

## Gefährdungssituation
Der Bestand gilt als „nicht gefährdet“ (Least Concern).